# Liste der Berge in Kanada
Dies ist eine Liste der Berge in Kanada.

## A
- Mount Adam Joachim
- Akasik Mountain
- Mount Alberta
- Alpha Mountain
- Mount Alverstone
- Anahim Peak
- Mount Andromeda
- Mount Aragorn
- Asperity Mountain
- Mount Assiniboine
- Mount Athabasca
- Mount Augusta

## B
- Mount Baldy (Alberta)
- Mount Ball
- Barbeau Peak
- Beatrice Peak
- Ben Lomond (British Columbia)
- Mount Benvolio
- Big White Mountain
- Birkenhead Peak
- Mount Bishop (Fannin Range)
- Bishop’s Mitre
- Mount Brazeau
- Brunswick Mountain
- Mount Bryce

## C
- Canadian Border Peak
- Mount Carleton
- Capricorn Mountain
- Mount Carr
- Cascade Mountain (Alberta)
- Castle Mountain
- Castle Towers Mountain
- Mount Caubvik
- Cayoosh Mountain
- Mount Charles Stewart
- Cheakamus Mountain
- Cheam Peak
- Mount Chephren
- Mount Chester
- Mount Chief Pascall
- Cirque Peak (British Columbia)
- Mount Clemenceau
- Cloudraker Mountain
- Mount Collie
- Mount Columbia (Alberta)
- Combatant Mountain
- Mount Confederation
- Mount Cook (British Columbia)
- Coquihalla Mountain
- Mount Cornwell
- Corrie Peak
- Mount Cory (Alberta)
- Mount Cromwell
- Mount Cronin

## D
- Mount Davidson (British Columbia)
- Deception Peak
- Decker Mountain
- Deltaform Mountain
- Devastator Peak
- Diadem Peak
- Diavolo Peak
- Mount Dione
- Duffey Peak
- Mount Duke

## E
- Mount Edith Cavell
- Mount Elsay
- Mount Engelhard
- Mount Eugene

## F
- Face Mountain (British Columbia)
- Fairview Mountain (Alberta)
- Mount Fairweather
- Mount Field (British Columbia)
- Fissile Peak
- Mount Fitzsimmons (British Columbia)
- Flute Summit
- Mount Forbes
- Fossil Mountain (Alberta)

## G
- Mount Galatea
- Mount Gandalf
- Mount Gardiner (British Columbia)
- Mount Garibaldi
- Mount Gec
- Gentian Peak
- Mount Gilbert (British Columbia)
- Mount Girouard
- Glacier Pikes
- Goat Peak (British Columbia)
- Golden Ears
- Golden Hinde
- Gong Peak
- Mount Good Hope
- Granite Peak
- Mount Grenville
- Grimface Mountain
- Grotto Mountain
- Guard Mountain

## H
- Haiduk Peak
- Handcar Peak
- Mount Hanover
- Mount Hartzell
- Mount Harvey (Coast Mountains)
- Heart Mountain (Alberta)
- Highpointer Peak
- Horribilis Peak
- Hour Peak
- Mount Howard (British Columbia)
- Mount Hungabee

## I
- Mount Inglismaldie
- Isabelle Peak
- Isosceles Peak

## J
- Mont Jacques-Cartier
- Mount James Turner
- Jim Kelly Peak
- Mount Job
- Mount Joffre
- Joffre Peak
- Mount John Laurie
- Mount Judge Howay

## K
- Mount K2
- Mount Kain
- Keele Peak
- Mount Kerkeslin
- King Edward Peak
- Mount King Edward
- Mount Kitchener

## L
- Lady Peak
- Mount Lady Macdonald
- Little Alberta
- Little White Mountain
- Locomotive Mountain
- Mount Logan
- Mount Louis
- Lydia Mountain

## M
- Mount Macbeth
- Mount Marriott
- Mount Matier
- Mount Maude
- Mount McGuire
- Mount McLean
- Mount McQuillan
- Mount Meager (British Columbia)
- Mount Misch
- Mount Mitchell (Alberta)
- Mount Moe
- Monarch Mountain
- Monmouth Mountain
- Mount Morden Long
- Mount Munday
- Mushroom Peak

## N
- Mount Nelson (Alberta)
- Mount Niblock
- Mount Niobe
- Mount Nirvana
- North Twin Peak

## O
- Okanagan Mountain
- Mount Olds
- Mount Oleg
- Ossa Mountain
- Overlord Mountain

## P
- Mount Palmer (Alberta)
- Parapet Peak (Coast Mountains)
- Parkhurst Mountain
- Mount Peechee
- Pelion Mountain
- Petlushkwohap Mountain
- Perkin's Pillar
- Phalanx Mountain
- Phyllis's Engine
- Piccolo Summit
- Pika Peak
- Mount Pilchuck
- Plinth Peak
- Mount Price (British Columbia)
- Princess Margaret Mountain
- Ptarmigan Peak
- Pylon Peak (British Columbia)
- Pyramid Mountain (Alberta)
- Pyramid Mountain (British Columbia)

## Q
- Mount Queen Bess

## R
- Mount Raleigh
- Razorback Mountain (British Columbia)
- Razorback Mountain (Victoria Cross Ranges)
- The Red Tusk
- Rethel Mountain
- Mount Richardson
- Mount Robson
- Mount Rohr
- Mount Royal
- Mount Rundle

## S
- Mont Saint-Hilaire
- Mount Sampson
- Mount Sarbach
- Mount Saskatchewan (Alberta)
- Satah Mountain
- Serratus Mountain
- Sessel Mountain
- Mount Shadowfax
- Shedin Peak
- Mount Sheer
- Shudder Mountain
- Skaha Bluffs
- Skihist Mountain
- Sky Pilot Mountain (British Columbia)
- Slalok Mountain
- Slesse Mountain
- Mount Smythe
- Snow Dome
- South Twin Peak
- The Spearhead
- Mount Spetch
- The Sphinx (British Columbia)
- Squaw's Tit
- Stanley Peak
- Mount Stephen
- Stiletto Peak
- Stutfield Peak
- Sulphur Mountain
- Sumas Mountain (British Columbia)
- Sunwapta Peak

## T
- Talchako Mountain
- Tangle Ridge
- Mount Tantalus
- Taseko Mountain
- Mount Tatlow
- Mount Taylor (British Columbia)
- Mount Temple
- Tenquille Mountain
- Mount Thiassi
- Mount Tiedemann
- Thorington Tower
- Three Sisters (Alberta)
- Tolkien Peak
- Mount Thomlinson
- Tremor Mountain
- Mount Trorey
- Twin Goat Mountain
- Twins Tower

## V
- Vantage Peak
- Vedder Mountain

## W
- Mount Waddington
- Warwick Mountain
- Wedge Mountain
- Mount Weiss
- Whirlwind Peak
- Mount Whistler
- Whitecap Mountain (British Columbia)
- Mount Whyte
- Mount Wilcox
- Mount Woolley

- Karte mit allen verlinkten Seiten:
- OSM |
- WikiMap